# Miss Rio Grande do Norte 2016
Miss Rio Grande do Norte 2016 foi a 60ª edição do tradicional concurso de beleza feminina do Estado que tem como intuito selecionar dentre várias candidatas municipais, a melhor, para que esta possa representar sua cultura e beleza no certame de Miss Brasil 2016. O evento é coordenado pelo jornalista George Azevedo e contou com a participação de vinte e seis candidatas municipais disputando o título que pertencia à natalense Manoella Alves, vencedora do ano passado. O certame se realizou no moderno Teatro Riachuelo na capital do Estado e contou com o embalo das músicas da jovem cantora potiguar Nanda Lynn e da dupla do Sax in the House. A apresentação do certame ficou por conta da jornalista Juliana Celli e do cerimonialista Markus Guedes.

## Resultados

### Colocações
| Posição                 | Município e Candidata |
| Vencedora               | - Mossoró - Danielle Marion |
| 2º. Lugar               | - Natal - Manuela Banhos |
| 3º. Lugar               | - Macaíba - Aysla Góis |
| 4º. Lugar               | - Nísia Floresta - Madu Morais |
| 5º. Lugar               | - Tenente Laurentino - Paula Joseane |
| (TOP 15) Semifinalistas | - Angicos - Geovânia Campelo - Apodi - Renata Alves - Canguaretama - Marília Vitaliano - Ceará-Mirim - Malu Ferreira - Jardim de Piranhas - Hellem Jotce - Jucurutu - Maria Anna - Pureza - Bruna Costa - São Gonçalo do Amarante - Thairrane Sena - São José de Mipibú - Elis Mayara - Touros - Lorena Santiago |

### Prêmios Especiais
Foram dados os seguintes prêmios este ano:
| Prêmio          | Município e Candidata          |
| Miss Elegância  | - Nísia Floresta - Madu Morais |
| Miss Be Emotion | - Jucurutu - Maria Anna        |

### Ordem dos Anúncios
| 1. Jucurutu 2. Jardim de Piranhas 3. Apodi 4. Tenente Laurentino 5. Macaíba 6. Touros 7. São Gonçalo do Amarante 8. Pureza 9. Natal 10. Ceará Mirim 11. Canguaretama 12. Nísia Floresta 13. São José de Mipibú 14. Mossoró 15. Angicos | 1. Macaíba 2. Nísia Floresta 3. Tenente Laurentino 4. Mossoró 5. Natal |  |  |

## Candidatas
Disputaram o título este ano:
| - Angicos - Geovânia Campelo - Apodi - Renata Alves - Areia Branca - Stefanny Maia - Assu - Juliana Miranda - Caicó - Lissa Lopes - Canguaretama - Marília Vitaliano - Ceará-Mirim - Malu Ferreira - Currais Novos - Jussara Araújo - Jardim de Piranhas - Hellem Jotce | - Jardim do Seridó - Sara Góis - Jucurutu - Maria Anna - Macaíba - Aysla Góis - Martins - Bruna Fernandes - Mossoró - Danielle Marion - Natal - Manuela Banhos - Nísia Floresta - Madu Moraes - Nova Cruz - Michelly Maia - Parnamirim - Rafaela Calaça | - Pureza - Bruna Costa - Rio do Fogo - Luyza Barbosa - São Gonçalo do Amarante - Thairrane Sena - São José de Mipibú - Elis Mayara - Taipu - Cláudia Lopes - Tenente Laurentino - Paula Joseane - Touros - Lorena Santiago - Várzea - Aline Ferras |

## Histórico

### Dados das Candidatas
- Lorena Santiago (Touros) e Danielle Marion (Mossoró) são as mais velhas, 25 anos cada.
- Sete candidatas possuem 18 anos e por isso são as mais jovens: Ceará-Mirim, Currais, Jucurutu, Macaíba, Nísia, Nova Cruz e Seridó.
- Danielle Marion (Mossoró) é a candidata mais alta da competição deste ano, ela tem 1.82m de altura.
- Entretanto, quem detém a menor estatura do concurso é Maria Anna (Jucurutu) com 1.68m.
- Lorena Santiago (Touros) é a única candidata de cabelos curtos no concurso.

### Desistências
- São Vicente - Palomma Miranda